# 欧宰
欧宰（法語：Auzay，法語發音：[ozɛ]）是法国卢瓦尔河地区大区旺代省的一个旧市镇，属于丰特奈勒孔特区。2019年，欧宰与市镇谢村合并为新市镇旺代河畔欧谢，欧宰为新市镇行政中心。

## 地理
欧宰（46°26'31"N, 0°51'59"W）面积13.79 平方千米，位于法国卢瓦尔河地区大区旺代省，该省份为法国西部沿海省份，北起大西洋卢瓦尔省和曼恩-卢瓦尔省，西临大西洋，南至滨海夏朗德省，东部及东南部与德塞夫勒省接壤。
与欧宰接壤的市镇（或旧市镇、城区）包括：谢村、丰特奈勒孔特、勒朗贡、隆热沃、珀托斯、勒普瓦雷叙韦吕尔。
欧宰的时区为UTC+01:00、UTC+02:00（夏令时）。

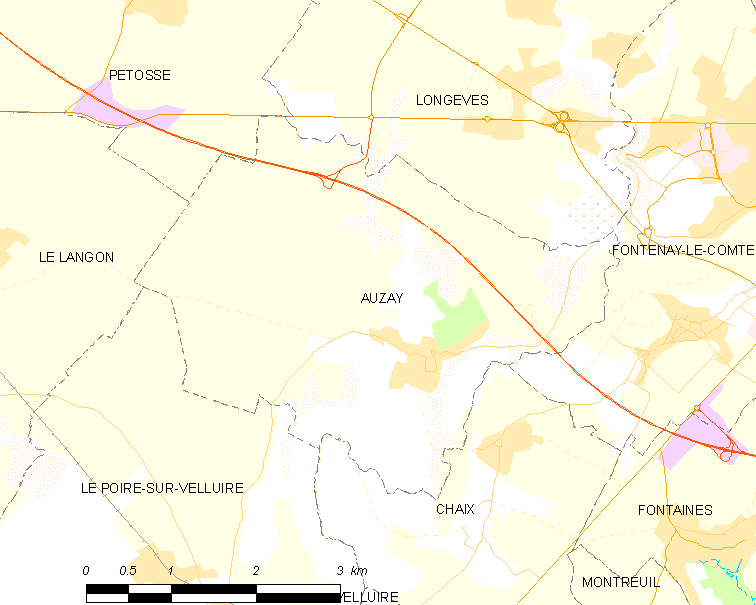
欧宰的OSM定位图

## 行政
欧宰的邮政编码为85200，INSEE市镇编码为85009。

## 政治
欧宰所属的省级选区为丰特奈勒孔特县。

## 人口

1962-2008年间欧宰人口变化图示

欧宰于2018年1月1日时的人口数量为672人。